# Пирар, Люка
Люка́ Фредери́к Пира́р (фр. Lucas Frédéric Pirard; род. 10 марта 1995[…], Спримон, Валлония) — бельгийский футболист, вратарь клуба «Стандард».

## Карьера

### «Стандард» Льеж
Начинал заниматься футболом в академии бельгийского клуба «Спримон». В 2009 году футболист перешёл в академию льежского «Стандарда». В 2012 году стал выступать за молодёжную команду клуба, а в январе 2014 года был переведён в основную команду, однако в заявку на матчи основной команды не попадал. В январе 2015 года впервые вместе с основной командой отправился на матчи чемпионата, однако на поле футболист так и не вышел. В августе 2015 года футболист вместе с клубом отправился на квалификационные матчи Лиги Европы УЕФА.

#### Аренда в «Ломмел Юнайтед»
В августе 2015 года футболист на правах арендного соглашения присоединился к клубу «Ломмел Юнайтед» до конца сезона. Дебютировал за клуб 11 сентября 2015 года в матче против клуба «Виртон». Футболист сразу же смог закрепиться в основной команде клуба, став основным вратарём. По итогу сезона закончил чемпионат на итоговом двенадцатом месте. Покинул клуб по окончании срока арендного соглашения.

### «Сент-Трюйден»
В июле 2016 года футболист на правах свободного агента присоединился к клубу «Сент-Трюйден». Дебютировал за клуб 21 сентября 2016 года в матче Кубка Бельгии против клуба «Харелбеке». Свой дебютный матч в бельгийском чемпионате сыграл 18 ноября 2016 года против клуба «Брюгге». Затем футболист закрепился в клубе в роли основного вратаря. Закончил сезон футболист в зоне плей-офф за выход на квалификации Лиги Европы УЕФА, где в полуфинале 27 мая 2017 года уступил «Генку». 
Свой новый сезон футболист начал также в роли основного вратаря клуба, сыграв первый матч 30 июля 2017 года против «Гента». Во второй половине сезона футболист большую часть сезона провёл на скамейке запасных. В следующем сезоне футболист начал чемпионат уже на скамейке запасных, вернувшись в стартовый состав лишь в этапе плей-офф за выход на квалификации Лиги Европы УЕФА из-за травмы на то время основного вратаря клуба.

### «Васланд-Беверен»
В июле 2019 года футболист перешёл в клуб «Васланд-Беверен». Дебютировал за клуб 27 июля 2019 года в матче против клуба «Брюгге». Полноценно закрепиться в основной команде клуба у футболиста не вышло, чаще по ходу чемпионата оставаясь на скамейке запасных. Новый сезон футболист начал сыграв первые 4 матча за клуб в чемпионате, затем снова потеряв место в стартовом составе.

#### Аренда в «Юнион»
В январе 2021 года футболист на правах арендного соглашения перешёл в клуб «Юнион». В клубе футболист также начал сезон со скамейки запасных. Дебютный матч за клуб сыграл 11 апреля 2021 года против клуба «Ломмел». По итогу сезона футболист сыграл 2 матча, в которых не пропустил ни гола, и помог клубу стал победителем Челленджер Про Лиги.

### «Юнион»
В июле 2021 года футболист полноценно присоединился к клубу «Юнион». Первый матч за клуб сыграл 21 сентября 2021 года в рамках Кубка Бельгии против клуба «Леббеке». В чемпионате первый матч сыграл 6 ноября 2021 года против клуба «Шарлеруа». Закончил сезон на первом месте в чемпионате, отправившись в финальный этап плей-офф, по итогу став серебряным призёром.
В июле 2022 года футболист вместе с клубом отправился на квалификационные матчи Лиги чемпионов УЕФА, где в третьем квалификационном раунде уступил шотландскому клубу «Рейнджерс», по итогу вылетел в групповой этап Лиги Европы УЕФА. В октябре 2022 года футболист отправился выступать за вторую команду клуба, за которую провёл 2 матча. Первый матч за клуб в сезоне сыграл 9 ноября 2022 года в рамках Кубка Бельгии против клуба «Каппеллен». На протяжении сезона больше за клуб футболист ни провёл ни матча. По итогу сезона футболист стал бронзовым призёром чемпионата.

### «Кортрейк»
В августе 2023 года в составе «Юниона» отправился на квалификационные матчи Лиги Европы УЕФА. Затем футболист августе 2023 года перешёл в «Кортрейк», с которым подписал двухлетний контракт. Дебютировал за клуб футболист 20 января 2024 года в матче против льежского «Стандарда».

## Международная карьера
Начинал международную карьеру в юношеских бельгийских сборных до 15 и до 16 лет. В октябре 2011 года футболист вместе с юношеской сборной Бельгии до 17 лет отправился на квалификационные матчи юношеского чемпионата Европы. По итогу квалификаций футболист вместе со сборной в мае 2012 года отправился на чемпионат Европы. Первый матч сыграл 4 мая 2012 года против сборной Польши. По итогу группового этапа футболист вместе со сборной занял итоговое третье место, не выйдя в финальную стадию. 
В январе 2013 года принимал участие в матчах за юношескую бельгийскую сборную до 18 лет. В октябре 2013 года получил вызов в юношеской сборной Бельгии до 19 лет для участия в квалификационных матчах юношеского чемпионата Европы. Дебютировал за сборную 10 октября 2013 года в матче против сборной Северной Ирландии. В марте 2015 года футболист в составе молодёжной сборной Бельгии отправился на квалификации молодёжного чемпионата Европы. Дебютировал за сборную 30 марта 2015 года в матче против сборной Молдавии.

## Достижения
«Юнион»
- Победитель Челленджер Про Лиги: 2020/21